# O, wszego świata wsztek lud
O, wszego świata wsztek lud – incipit najstarszej dokładnie datowanej polskiej pieśni pasyjnej. Tekst powstał prawdopodobnie w XIV w., a został zapisany na początku XV w. przez kopistę Szczepana z Krajkowa (syna Tomasza) w kolofonie łacińskiego kodeksu Remedianus conversorum, będącego fragmentami Moraliów św. Grzegorza. Wraz z polskim tekstem pieśni pasyjnej kopista dodał informację, że swoją pracę ukończył w 1407 r.
Tekst po raz pierwszy ogłosił drukiem Aleksander Brückner w 1887 r. w artykule Über die älteren Texte des Polnischen. Drugim wydawcą był w 1893 r. Władysław Nehring (artykuł Beiträge zum Studium altpolnischer Sprachdenkmäler). W wydaniach tych autorzy zastosowali odmienne transkrypcje – Brückner proponował zapis pierwszego wersu jako Wszego świata wszytek lud, a Nehring Wszego swiata wsztek lud. We wszystkich następnych wydaniach i bibliografiach powielano transkrypcję Brücknera. W wydaniu tekstu w 1977 r. opublikowano trzecią, poprawioną (na podstawie analizy rękopisu) transkrypcję tekstu (incipit O, wszego świata wsztek lud).
Manuskrypt przechowywany jest w Bibliotece Zakładu Narodowego im. Ossolińskich we Wrocławiu (sygn. 812/I, karta 119).